# ヴァシーリー・ヤロスラヴィチ (ウラジーミル大公)
ヴァシーリー・ヤロスラヴィチ（Василий Ярославич、1241年? - 1276年）は、コストロマー公を経てウラジーミル大公（在位：1272年 - 1277年）。ヤロスラフ2世の末子で、アレクサンドル・ネフスキーとヤロスラフ3世の弟に当たる。

## 生涯
1266年にコストロマーで結婚式を挙げる。1272年の冬、兄ヤロスラフ3世の死去に伴い、モンゴルより後継のウラジーミル大公に任じられる。その際、ノヴゴロドをも直接支配下におこうとしたが、こちらは甥のドミトリー・アレクサンドロヴィチの支配下に入った。ただし、ヴァシーリーはタタール軍を率いてドミトリー及びノヴゴロドを攻撃し、恨みを晴らしている（1272年）。サライからの帰国後、1276年1月に嗣子無くして死去。このため、大公の位は兄アレクサンドルの息子であるドミトリー・アレクサンドロヴィチが継いだ。

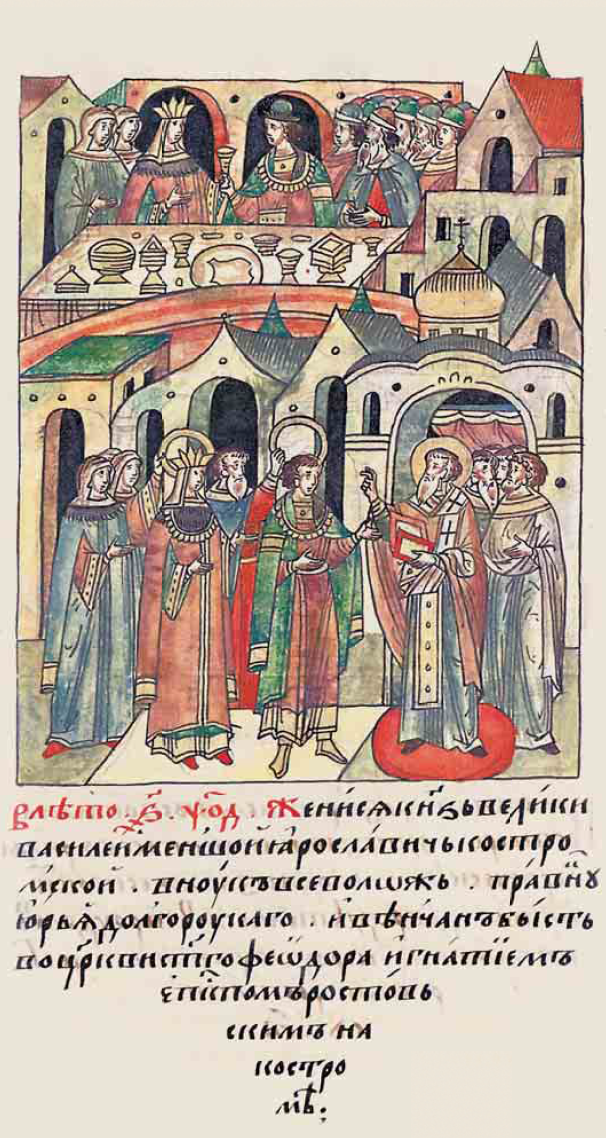
ヴァシーリー・ヤロスラヴィチの結婚